# عمارت ملک بوشهر

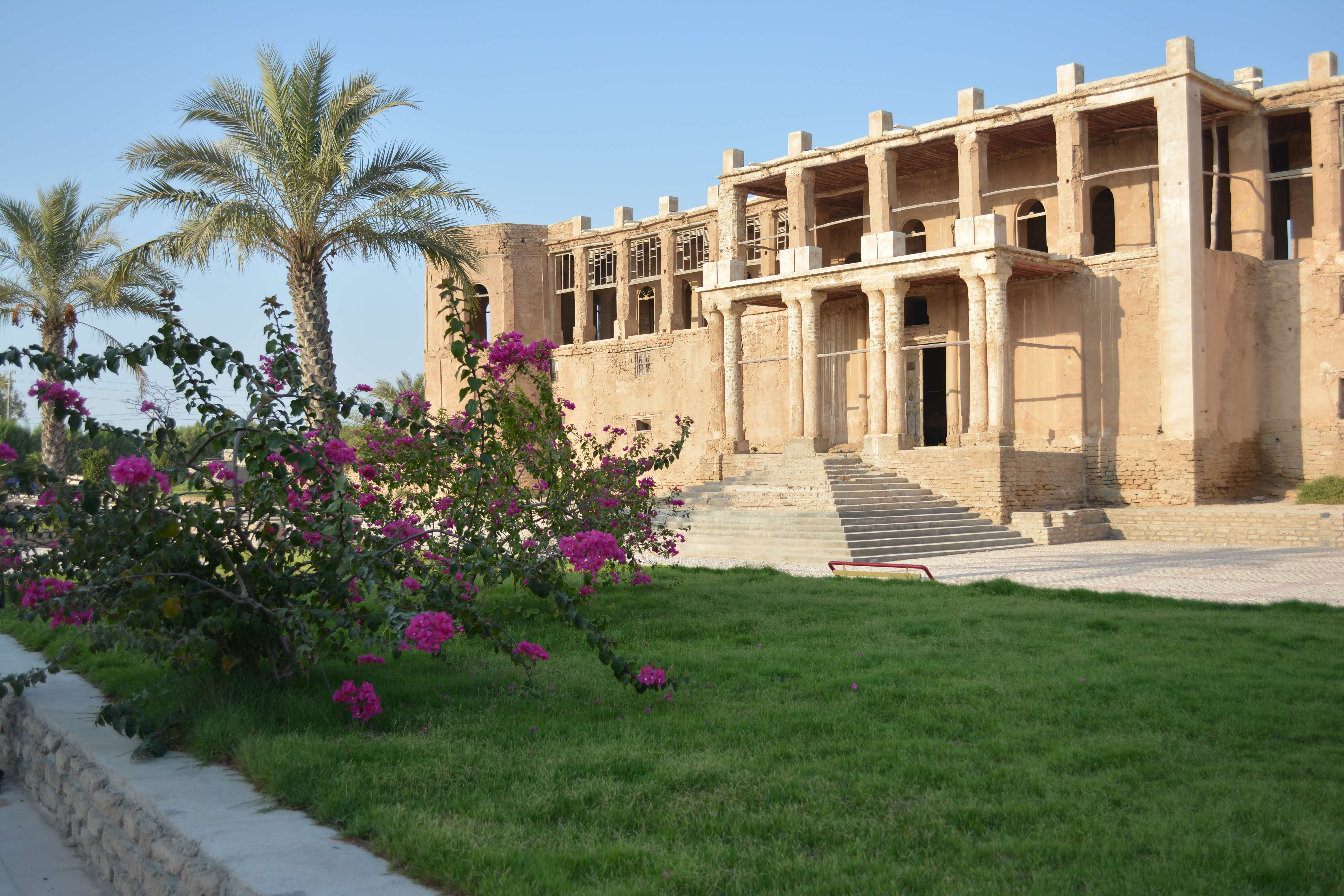
عمارت ملک

عمارت ملک بوشهر مربوط به اواخر دوره قاجار است و در محله بهمنی شهرستان بوشهر، در خیابان ماهینی کوچه ملک واقع شده و این اثر در تاریخ ۱۷ آذر ۱۳۷۷ با شمارهٔ ثبت ۲۱۸۴ به‌عنوان یکی از آثار ملی ایران به ثبت رسیده‌است.

## ویژگی‌ها
این عمارت مجموعهٔ ساختمانی تاریخی واقع در بخش مرکزی شهرستان بوشهر یکی از آثارهای تاریخی و از نقاط دیدنی استان بوشهر در جنوب ایران است.
«عمارت ملک» این عمارت که به صورت مجموعهٔ ساختمانی متعلق به یک قرن قبل است. در هشت کیلومتری شهر بوشهر قرارگرفته‌است.
مساحت زیربنای آن ۴۰۰۰ متر مربع بوده و در دورهٔ قاجاریه توسط معماران فرانسوی با مصالح محلی احداث شده و درب و پنجره آن زیر نظر مهندسین فرانسوی ساخته شده‌است. عمارت متعلق به یکی از ثروتمندان بوشهر به نام محمدمهدی ملک التجار بوده‌است. وی برای سفر تفریحی- تجاری به کشور فرانسه رفته و در آن جا با دیدن کاخ ورسای شیفته آن می‌شود و نمونه آن را در بوشهر پیاده می‌کند. این کاخ توسط متجاوزین انگلیس اشغال شده و به صورت مقر نظامی آن‌ها درآمد. آن‌ها بعد از سال‌ها استقرار در این کاخ با ورشکست شدن ملک التجار (صاحب اصلی کاخ) لوازم نفیس آن را با قیمت کم خریداری کرده و با خود بردند. در اواخر سلطنت رضا شاه این عمارت که خوابگاه نظامیان شده بود پس از چندین بار بازسازی رو به ویرانی نهاد و متأسفانه به خاطر وسعت زیاد هنوز مرمت نشده‌است. این سالها تعدادی بی خانمان در این عمارت زندگی می‌کنند.
این عمارت در سال ۱۳۹۷ توسط اداره کل میراث فرهنگی استان بوشهر و با همکاری سایر نهادها و سازمانهای استانی افرادی که در این عمارت سکنا گزیده بودند را به خارج از بنا منتقل کردند و در سال ۹۸ این بنا برای احیا و مرمت به بخش خصوصی واگذار گردید تا این بنا بعنوان هتل و پذیرایی سنتی مورد بهره‌برداری قرار گیرد.